# Monariu, Bistrița-Năsăud
Monariu, mai demult Monora, Monar (în dialectul săsesc Minoarken, Minuarkn, germană Minarken, Molnarken, Malomarken, maghiară Malomárka) este un sat în comuna Budacu de Jos din județul Bistrița-Năsăud, Transilvania, România.

## Istoric
- Numele localitatii Monariu apare pentru prima dată într-un document din anul 1246.
- In 1562 a fost un incendiu care a afectat tot satul.
- In data de 14 iulie 1751 o inundatie neașteptată a distrus satul, după aceea satul s-a mutat pe un amplasament mai ridicat.

## Lăcașuri de cult

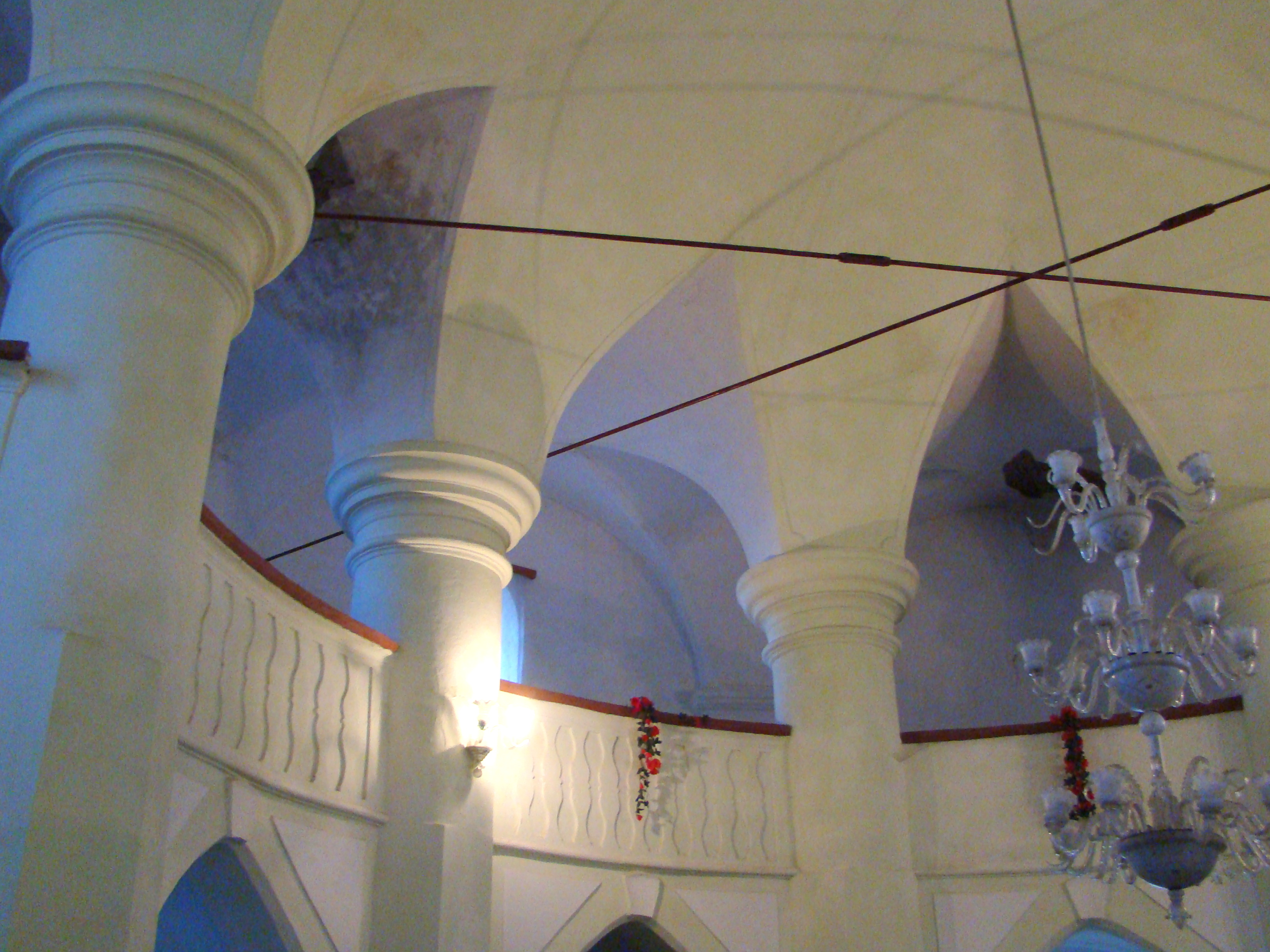
Biserica Evanghelică-Lutherană

- Biserica evanghelică-luterană, construită în 1755-1782, este un edificiu cu arhitectură neoclasică cu origini romanice. Prezintă plan circular, rar folosit in Transilvania. În interiorul navei, galerie pe arcade, etajate pe 2 nivele. Sanctuar de forma dreptunghiulară, cu turn-clopotniță, deasupra. Azi aparține cultului penticostal.

## Vezi și
- Biserica evanghelică din Monariu
- Pământul crăiesc al sașilor, partea nordică
  - Țara Năsăudului de lângă Năsăud
  - Reener Ländchen de lângă Reghin

## Legături externe

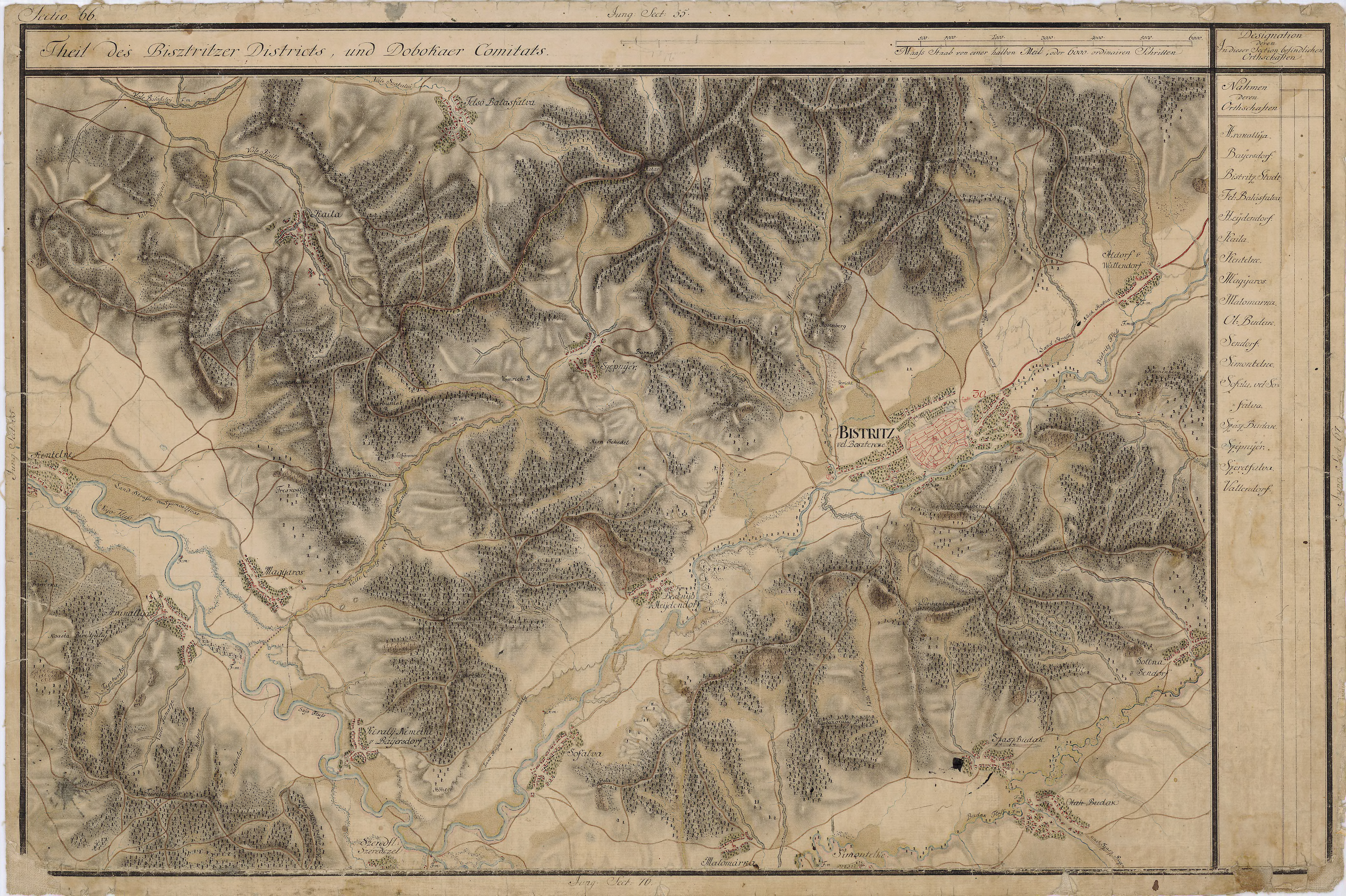
Monariu în Harta Iosefină a Transilvaniei, 1769-73

## Imagini

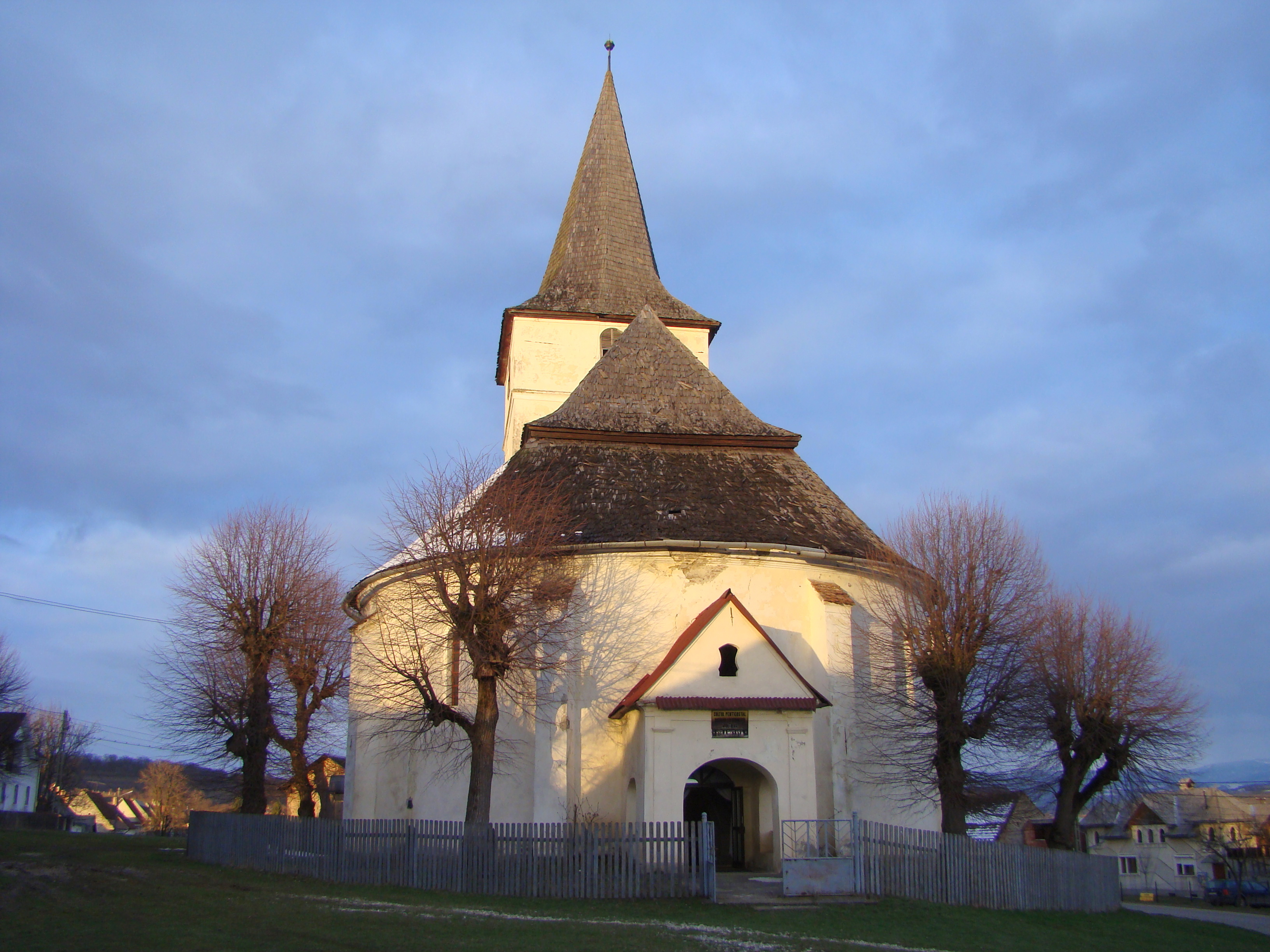
Biserica evanghelică, azi penticostală, din satul Monariu (monument istoric de importanţă naţională)
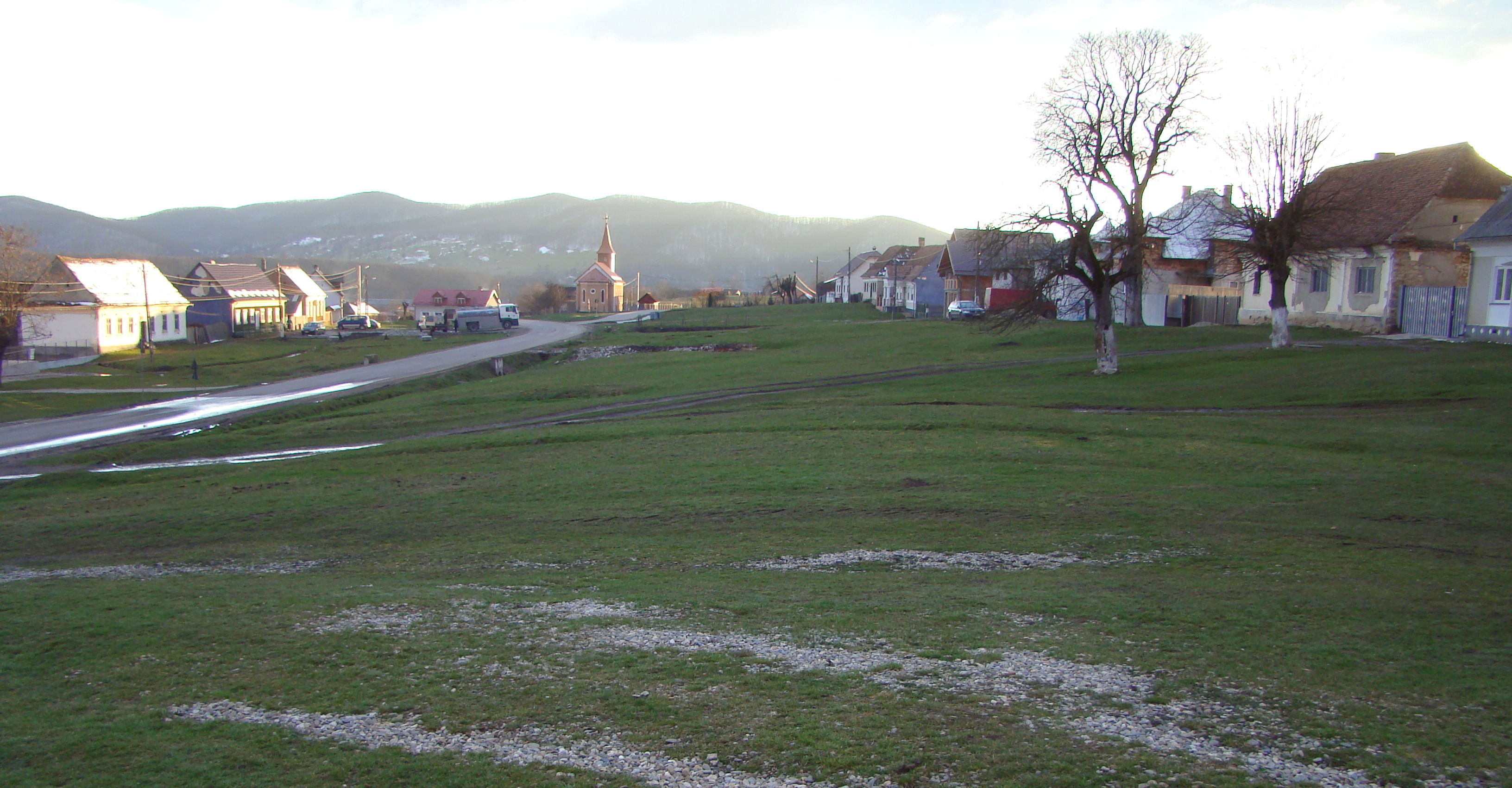
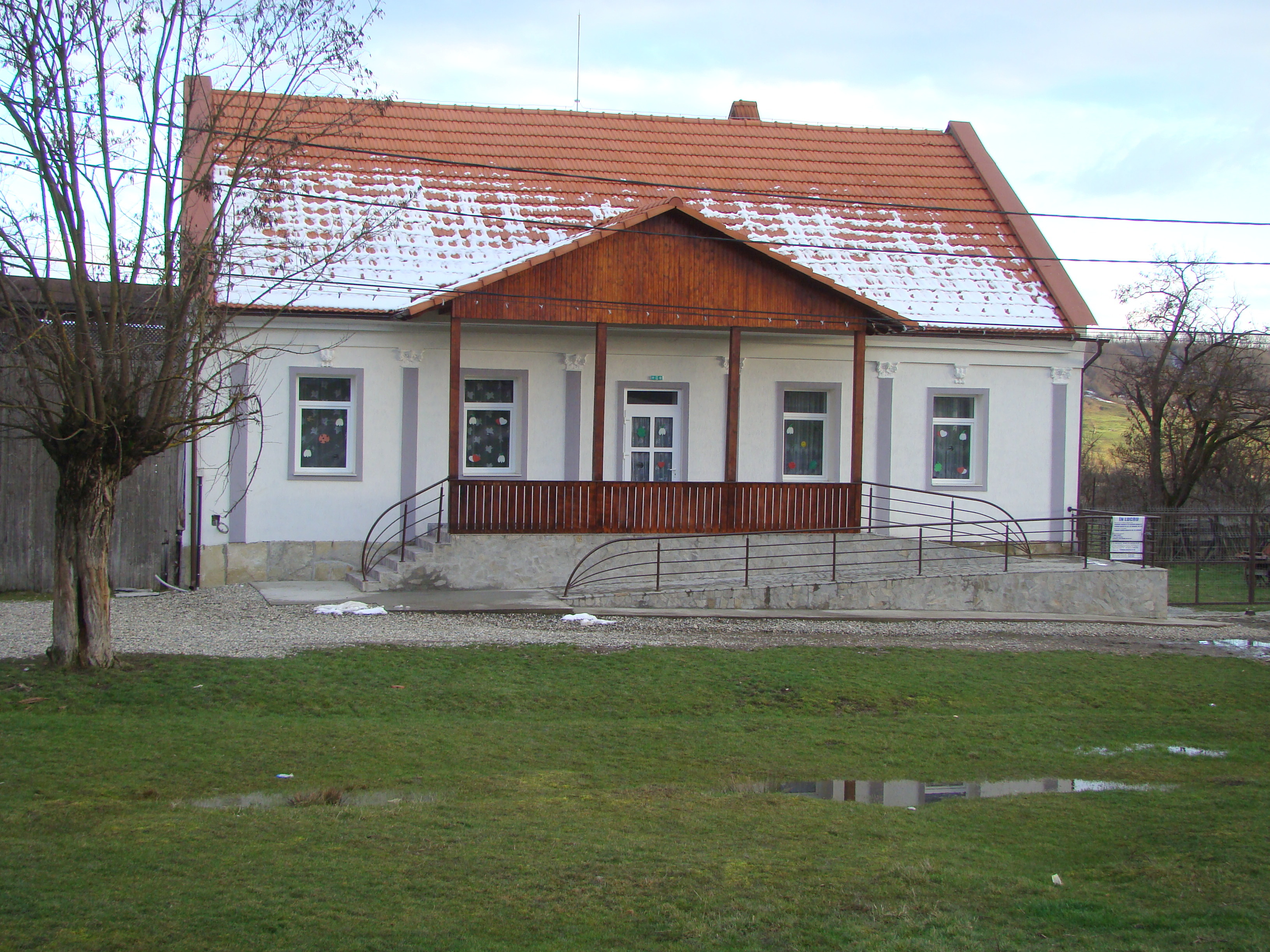
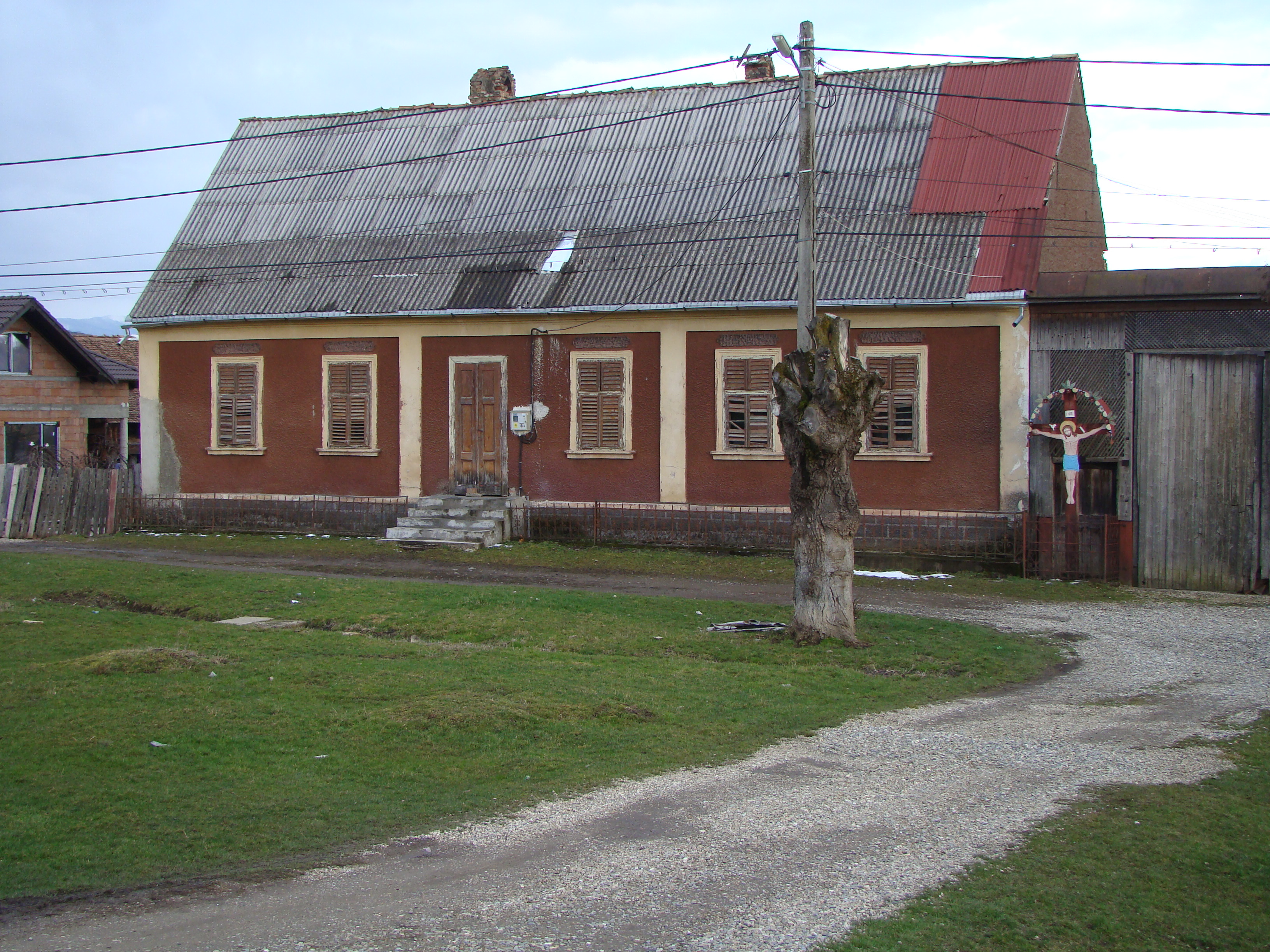
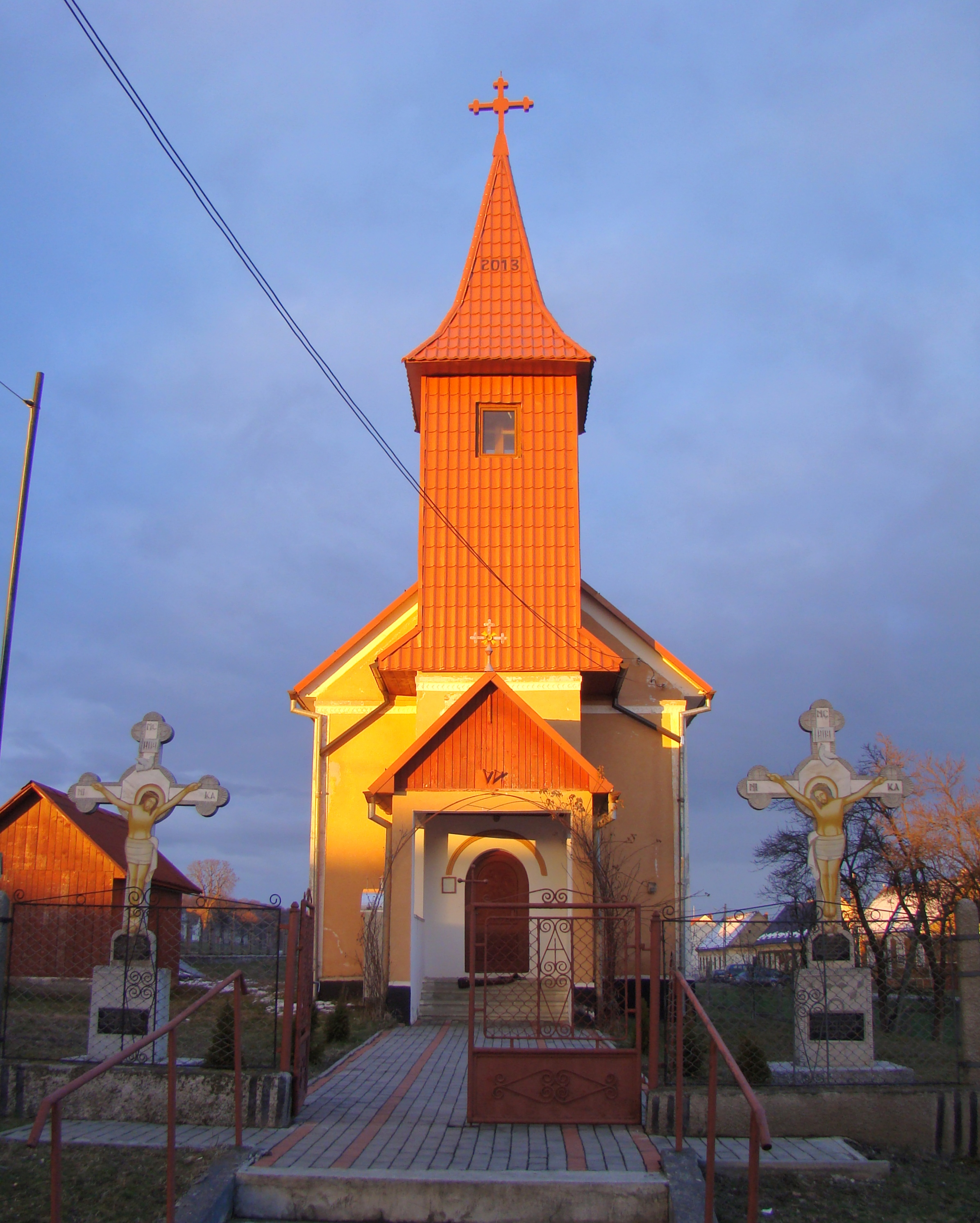
Biserica ortodoxă (1956)